# Les rois du gag
Les rois du gag è un film del 1985 diretto da Claude Zidi.